# Mercedes-Benz SSK
La Mercedes-Benz SSK est une automobile sportive de luxe de la seconde moitié des années 1920 et du début des années 1930, développée par le constructeur automobile allemand Mercedes-Benz. Son nom est un sigle allemand pour Supersport Kurz. Le dernier terme, signifiant « court », fait référence aux dimensions de son châssis ; en effet, la SSK est basée sur le châssis de la Mercedes-Benz S néanmoins raccourci de 480 mm de façon à rendre l'automobile plus légère et plus agile pour la compétition.
Une Mercedes datant de 1929 a été adjugée à 4,1 millions de livres à Goodwood dans le Sud de l'Angleterre.
Ce coupé sport deux places avait été acheté par un collectionneur privé en 1941 pour quelques centaines de livres, les modèles allemands n'ayant pas la cote au Royaume-Uni durant la seconde Guerre Mondiale.
Cette Mercedes SSK qui n'avait été fabriquée qu'à 36 exemplaires devient la deuxième voiture la plus chère au monde derrière la Bugatti Type 41 Royale de 1930 qui avait été vendue aux enchères 5,5 million de livres en 1987.

## Galerie photos

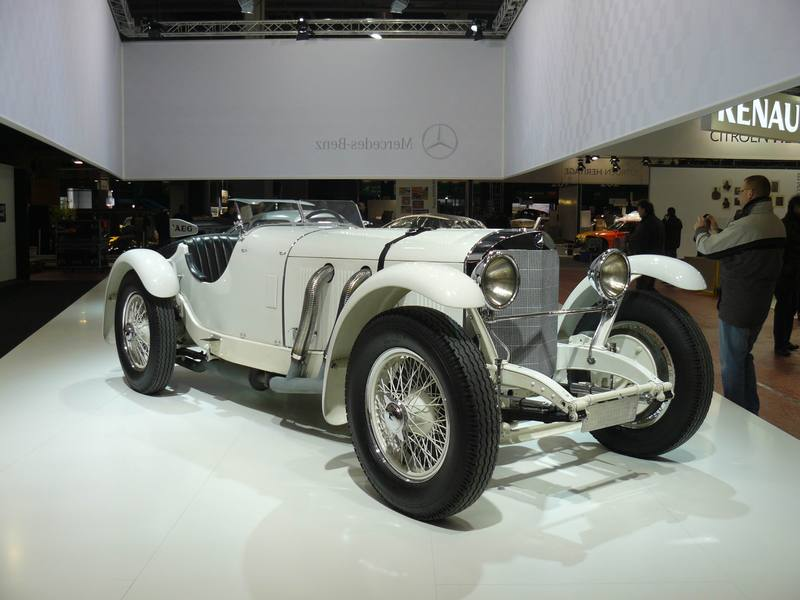
Mercedes SSK de 1928.
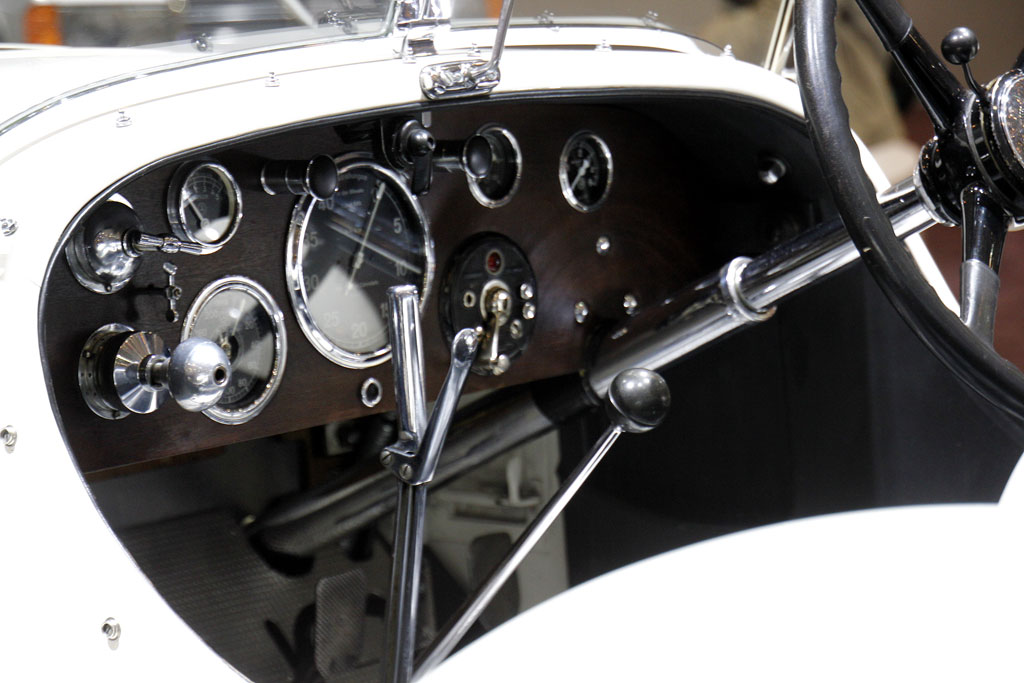
La planche de bord,
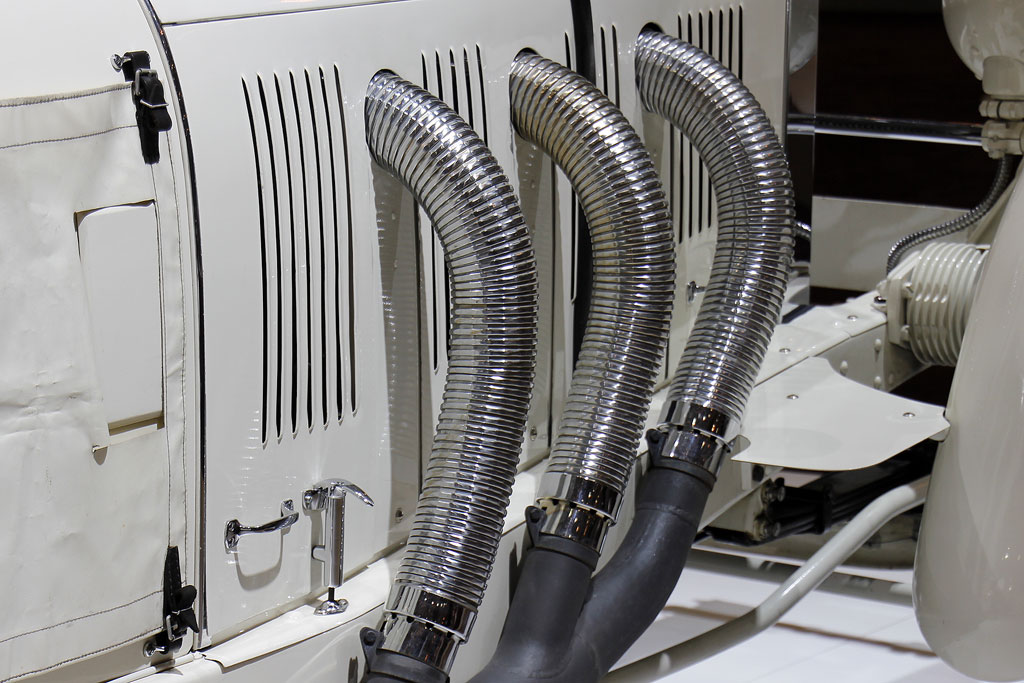
l'échappement,
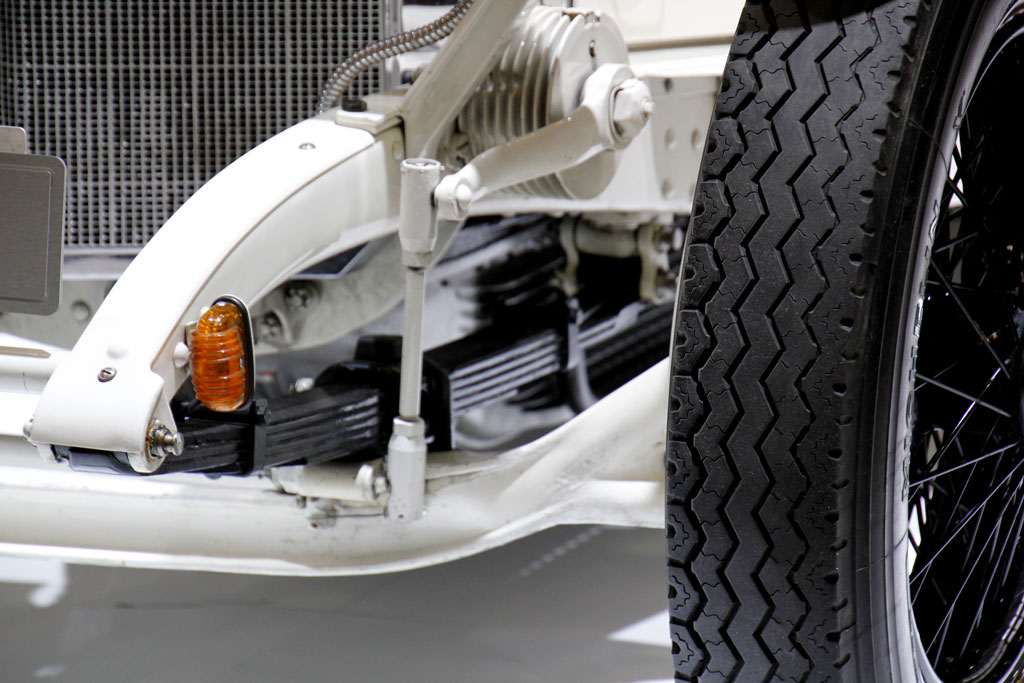
la suspension.
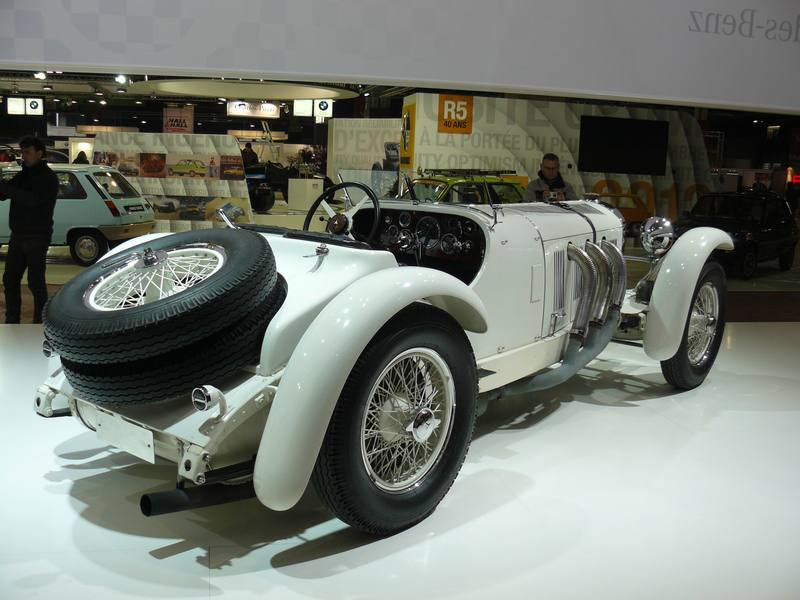
Même modèle.